# Blassportgruppe
Die Blassportgruppe (BSG) – ursprünglich Blassportgruppe Südwest genannt – ist eine deutsche (Blas-)Musikgruppe.
Sie tritt auf als Marching Band (Street Band, Brass Band) und lässt sich stilistisch in den Genres Jazz, New-Orleans-Jazz und Pop einordnen.

## Geschichte
Gegründet wurde die Blassportgruppe Mitte 2004 von den Studienkollegen Felix Fromm (Posaune) und Axel Müller (Saxophon). Beide Musiker studierten derzeit Jazz & Popularmusik an der Musikhochschule Mannheim.
Im Jahr 2005 trat die Gruppe erstmals öffentlich als Marching Act auf. Zügig wurde im Herbst 2005 die Debüt-CD „Vitamin BSG“ eingespielt und Anfang 2006 veröffentlicht. Im Rahmen der Fußball-Weltmeisterschaft 2006 wurde die Band von der FIFA engagiert, um in elf deutschen Städten im Rahmenprogramm aufzutreten. Die Landesregierung Rheinland-Pfalz schickte die Blassportgruppe im selben Jahr als musikalischen Repräsentanten zu den zentralen Feierlichkeiten für den Tag der Deutschen Einheit nach Schwerin. Im Februar 2009 veröffentlichte die Blassportgruppe die EP „Superblau“, welche als Vorab-CD eines für den Herbst geplanten Studioalbums erschien.
Im Januar 2010 wurde die Band mit dem Kulturpreis „Freiburger Leiter 2010“ im Rahmen der Kulturbörse in Freiburg ausgezeichnet. Im Frühjahr des Jahres unterschrieb die Band einen Plattenvertrag bei Jazzhaus Records aus Freiburg. Im Zuge dieser Kooperation wurde das Album „Steil“ produziert (VÖ 24. September 2010). Es folgten zahlreiche Open-Air-Auftritte in Deutschland, Österreich und der Schweiz. Im Januar 2011 ging die Blassportgruppe auf Clubtour und wurde für eine Kurztour durch NRW vom Kultursekretariat NRW (Fördergruppe Jazz) unterstützt. 
Ab 2012 war die Blassportgruppe mit neuem Bühnen-Programm "Back in Blech" auf Tour, welches dann 2013 auf ein Album gepresst wurde. Ab 2017 war die Formation mit dem Programm „schwarz auf weiss“ unterwegs.

## Stil und Konzept
Die Besetzung ist angelehnt an amerikanische Paradebands (New Orleans Marching Bands). Das Tentett kommt so ohne Harmonieinstrumente aus und ist mobil. Anfangs spielte die Band Evergreens aus Jazz, Pop, deutschen Schlager sowie Filmmusiken. Stets durch virtuos-humorvolle Arrangements mit hohem Jazzanteil zusammengehalten, entstand so ein ungewöhnliches Konzertprogramm.
Beispielsweise findet sich auf der Debüt-CD „Vitamin BSG“ eine Blasmusik-Punk-Version von Karel Gotts „Biene Maja“ ebenso, wie ein zum Trauermarsch umarrangiertes „When it rains“ von Brad Mehldau. Die Arrangements Felix Fromms und die Stückauswahl wurden im Laufe der Zeit wesentlich komplexer und provokanter. So veröffentlichte die Band auf ihrer CD „Superblau“, dessen Titelsong eine Bearbeitung von Freddie Hubbards „Superblue“ ist, auch eine 7-minütige Bearbeitung der Deutschlandhymne im 11/8-Takt. Ab 2009 entstanden – neben dem inzwischen großen Repertoire an außergewöhnlichen Bearbeitungen bestehender Werke – auch eigene Kompositionen. Die 2010 erschienene Release "Steil" enthielt erstmals überwiegend eigene Songs u. a. des damaligen Sängers Tobi Christl. Seit 2011 sowie im Bühnenprogramm "Back in Blech" orientierte sich die Blassportgruppe deutlich rockiger als zuvor.

## Diskografie
- 2006: Vitamin BSG (Sounds Like Fun)
- 2008: Superblau (EP)
- 2010: Steil (Jazzhaus Records)
- 2013: Back in Blech (Connector Records)